# 弥海砂
弥 海砂（あまね ミサ）は、大場つぐみ原作・小畑健作画による漫画『DEATH NOTE』に登場する架空の登場人物。ファッションモデルで、名前を書かれた者が死ぬノート「デスノート」の所有者の1人。愛称は「ミサミサ」。通称は「第二のキラ」。

## キャスト
声優
- アニメ版 - 平野綾
- Netflixのアメリカ映画（吹替） - 坂本真綾

俳優
- 実写映画版 - 戸田恵梨香
- ミュージカル版 - 唯月ふうか
- 連続ドラマ版 - 佐野ひなこ、篠川桃音（幼少期）
- Netflixのアメリカ映画 - マーガレット・クアリー

## プロフィール
- 出身 - 京都府（ドラマ版では群馬県前橋市）
- 生年月日 - 1984年（実写映画版では1986年、アニメ版では1987年[1]、ドラマ版では1994年）12月25日
- 命日 - 2011年2月14日[2]（満26歳没）、2016年12月18日（実写映画版／満29歳没）、（アニメ版は生死不明）
- 身長 - 152cm
- 体重 - 36kg
- 3サイズ - B76・W51・H75
- ティーン誌のモデルで、タレント、女優。
- 名前の由来は特にないが、作者曰く「ミサ」の名前には「黒ミサ」のイメージがあるとのこと。
- 住所（映画「Light up the NEW world」時） - 東京都港区白金台7-5-2

## 人物
一人称は「ミサ」（映画版では「私」）。愛称は「ミサミサ」。
実年齢は月より1歳年上だが、子供のように幼稚で無邪気な面があり、殺人に対する恐怖心や犯罪をしたことによる罪悪感は希薄である。
月と初対面を果たした際、1年前に両親を強盗に殺された自身の過去を語った際、「（犯人を）殺したいとも考えた…でも、それは、いけないこと」と発言していることから、犯人がキラに裁かれるまでの道徳観は、良識の部類にあった模様。また、非常に無鉄砲であるが、アリバイ工作や潜入捜査など人並み外れた行動力も合わせ持つ。
月への恋愛感情はLに「異常」と評されるほど。おどけた言動が多く、山上たつひこの漫画作品『がきデカ』のギャグ「死刑!」のジェスチャーをしたことがある。
欠点として思い込みが激しく、自己中心的な思考を持つ点が挙げられる。最初に月に接触した時は「利用されてもいい」と告げたにもかかわらず、結局は月の気持ちを確かめることなく、彼とは両想いだと思い込み、警察の疑惑を逸らすための月の偽装デートすら許さなかった。実写映画版では月がリュークによって殺害された現場を目撃したのにもかかわらず、そのリュークに月が生きているか尋ねている。さらに月が生きているか確認するために、あろうことかリュークと死神の目の契約まで行っていた。
作中では知能が高い登場人物が多い中、たびたび知力が低い描写をされており、月と初めて接触する際も犯行の証拠隠滅に失敗し、ヨツバ編でもレムの説明を部分的にしか理解できていない様子が描かれていた。月やメロにも「馬鹿」と明け透けに評されている。しかし決して無能というわけでもなく、自身の口車で火口にヨツバキラの自白を取ったり、月が動けない状況下、捜査本部のメンバーを相手にキラを演じたりもしている。また、女優という仕事柄変装術や演技力にも優れている。
金髪が特徴。髪型はよくツーサイドアップ（初期はツインテール）にしている。実写映画版『Light up the NEW world』では10年後の海砂が描かれており、序盤ではパーマのかかったロングヘアを下ろした状態で登場しているが、中盤では演じた戸田恵梨香の考案により10年前のツーサイドアップを想起させる髪型で登場している。服装は黒を基調とし、アクセサリーを付けていることが多い（本作品の両作者によるとゴスロリと公言しているが、これに関しては不明瞭な点がある。どちらかというとパンクファッションに近い）。また、ミニスカートなど露出の多い服装も多く、ヨツバへ潜入するための面接では「ヌードにはなりませんが水着や下着姿までならOKです」と言っている。第2部では下着に近い恰好で相沢や模木の前に姿を現したこともある。
原作では、京都在住の姉がいると言及されている。一方、映画版では弟に変更され、祖父母や従兄弟も登場している。

### 第一部
ストーカーに襲われ殺されるところだったが、死神ジェラスに助けられる。かつて両親を強盗に殺されたが、逮捕・起訴されても長期裁判となり、冤罪説まで浮上して苦悩していたところをキラが裁きを下してくれた経緯によりキラを崇拝するようになる。また、同時期に死神レムからジェラスのデスノートを与えられたことから、キラに接触するために関西から上京し、「第二のキラ」として事件を起こす。その後、本物のキラである夜神月に出会い、一目惚れをする。

### 第二部
Lの死後、夜神月とは恋人として同居生活を送り、裏では第二のキラとして活動する。同棲してからは月にも本気で愛されていると思い込んでいる。しかし相変わらず月には死神の目を持つ者として利用されているに過ぎず、第一部同様、一度月に殺されそうになっている。また、レムに対する感謝の念は薄いらしい。マフィア壊滅後、月の作戦でデスノートの所有権を再び放棄。所有していたノートは魅上照の元へと送られ、以後はノートに関する記憶を全て失った状態で模木と行動を共にしている。高田清美との食事では、高田への対抗意識のためにあっさりとキラを否定した。
品性がある方とは言えず、高田と会食した際にもワインのラッパ飲みに乱暴な言葉遣いと、余りの品の無さに高田が辟易する様子がある。紅白の打ち合わせでも関係者に度々言動を注意されたとミサ自身が漏らしているシーンもある。
最終回には登場しなかったものの、キラ事件解決後の2011年2月14日に死亡したことが単行本『DEATH NOTE HOW TO READ 13』にて明かされている。原作の大場つぐみはこれに対し「最終回には状況的にどうしても描けなかった」「ノートを使った者が不幸になるというなら、松田あたりが月が死んだことを漏らしてしまい、それを苦に自殺した…といったところだろう」と語っている。
アニメ版最終回では、月の死を悟ったことで第一部と同様に街中を徘徊し、その後はYB倉庫の近くにあるビルの屋上にて、柵の向こう側に佇んでいる（自殺の示唆と思われる）シーンが設けられ、生死不明のまま出番を終えた。

### 実写映画版
実写版では強盗目的で家に不法侵入し、家族を惨殺した太村要一を目撃するも、目撃証言に信憑性が薄いとして太村は不起訴となる。その太村を月が殺害したため海砂は月を慕いデスノートの所有者となって暗躍することとなる。表の顔ではアイドルや女優としてCDを発表したりモデルとして撮影したりと、芸能活動が多彩。生涯において3度デスノートを所有するも、その3度とも死神の目を所有して人を殺害しており、原作以上に月を盲信する傾向が強い。さらに、原作と比べて犯罪被害者という境遇ゆえの罪悪感や犯罪に対する恐怖も全く見受けられない。
『the Last name』ではキラ対策室のエレベーター内でワタリと言葉を交わした後、彼の死を目撃している。その際、「ワタリはデスノートによって殺された」ことを瞬時に悟った。その後月と合流するもLの罠に嵌って二人とも身柄を確保され、その結果リュークによってノートに名前を書かれた月の死を目の当たりにし、深い悲しみに沈みながら逮捕される。取り調べを受けたものの、Lによるノートの焼却によってノートに関する犯罪の記憶が抹消され、起訴できなくなったため罪には問われなかった。その1年後に月の家族同様、彼を偲ぶ様子が描かれた。
『Light up the NEW world』では月の死から10年後の2016年の海砂が描かれており、子供染みた一面は鳴りを潜め、大人の女性に成長している。警察からの監視を受けながらも、海砂はアイドルから女優へと転身し、芸能活動を続けていた。そんなある日、仕事現場の楽屋に置いてあったデスノートを手にし、10年前の記憶が蘇る。直後、サイバーテロリストで"キラの使者" なる紫苑から『6冊のデスノートをすべて手に入れれば月に逢える』という話を聞き、海砂の心は揺れる。海砂は紫苑の協力を断り当初は傍観者に徹するが、彼の狂信的な行動から目の前で月が亡くなるところをその目で見たにもかかわらず、彼女は月が生きているとの期待を抱いてしまう。そして彼女は "死神の目" の契約を行い、生存確認のために10年前の月の写真を見る。しかし、月が死んでいることが分かり、愛する人を失った絶望感が再び海砂を襲う。その後、海砂は自らの名前と自身の死亡日時、そして『夜神月の腕の中で死ぬ。』とデスノートに書いて設定した後、紫苑と再会し彼にデスノートを託す。そして自身が囮となって紫苑を逃がし、彼女は所持していたデスノートの切れ端を使い警察の捜査員らを殺害し逃走。逃走中に自身が指定した死亡時刻が到来し、海砂は最期まで月のことを想いながら死亡した。

### 連続ドラマ版
人気アイドルユニット「イチゴBERRY」のメンバーで、月は彼女のファン。愛称は「ミサミサ」。演じる佐野がグラビアアイドルをしていることから、リュークには当初「ボインちゃん」と呼ばれていた。似志田の無期懲役判決を報じた新聞記事によれば、幼少時は群馬県前橋市に在住していた。
両親の仇である似志田が仮出所することを告げられた際は憤慨していた。ストーキングしていた裕木田を衝動的に平手打ちし、逆上されて自宅前の階段で転落させられるが、幸い軽傷で済んだ。意識が戻った際、裕木田の死体を発見し、その直後に空から落ちてきたジェラスの「赤いデスノート」を拾い、レムと出会う。その後レムから「死神の目」の取引をし、ライブ会場にいた月の頭上に寿命が見えないことで彼がキラだと確信し、レイが月を殺害しようとする現場に居合わせ、両親の仇をとってくれたキラへの「お礼」としてレイの本名をノートに書き殺害。
月がLに監視されていることを知らずに彼の家を訪ねた際に、月がキラであることをうっかりバラしそうになるなど、空気が読めないところがある。「死神の目」を使うことで月のL抹殺に協力しようとするが、テレビ局に送った脅迫状から彼女の指紋や部屋に飾っていた花の花粉が検出されたことで、7月27日のライブ当日に、Lの指示を受けた警察によって開演直前に逮捕・拘束された。このことについては、同じく「イチゴBERRY」に所属しているマコとセリナから「（海砂は）急用ができて、ライブに出られなくなった」と説明されたのみで、同日に「イチゴBERRY」の活動休止も急遽発表された。また、海砂がLによって監禁されている間の彼女の動向については、世間に対して「『女優修行』の一環として、映画のオーディションを受けるためにハリウッドへ渡米した」と報道されている。「第二のキラ」容疑が晴れたその後、芸能活動に復帰した模様。
その後は原作同様に月の指示で秘匿されていたノートを回収するが、触れて所有権を得る前に奪われてしまい、魅上の手に渡ってしまう。しかし、魅上が月の側に付いたため、赤いノートに触れて記憶を取り戻すことには成功する。その後は赤いノートの切れ端を肌身離さず持ち歩くことで記憶を維持し、魅上と分担する形で裁きを行っていた。ニアとの最終決戦ではニア殺害の完了後、捜査本部メンバーの殺害を行うことになっていたが、実行前に赤いノートが焼失、それと同時に切れ端も力を失ったことでデスノートに関連する全ての記憶を再び喪失し、切れ端をゴミ箱に捨てた（直後、切れ端は消滅した）。その後どうなったのかは不明だが、月や魅上と行動を共にしていなかったことから逮捕されることはなかったと思われる。月死亡後の自殺を連想させた原作・アニメーション、記憶を失いながらも愛情から涙を流し、死の間際まで最後まで月を想い続けた実写映画版と比べ、一切関わり無かったように全てを忘れ去ったのはドラマ版が初で、関係はやや希薄。